# Двоповерховий Караван-сарай
Двоповерховий караван-сарай — караван-сарай, розташований в історичній частині міста Баку в Ічері-шехер на вулиці Хагігат Рзаєв, у південній частині фортеці, на захід від Дівочої вежі .

## Історія
Відповідно до джерел, караван-сарай був побудований в XV столітті при ширваншахі Халілуллі I. Однак, ґрунтуючись на характері конструктивних прийомів, якості кладки і розташування кімнат, караван-сарай відносять до XVII століття.
У XIX столітті після захоплення Баку Російською Імперією караван-сарай був переданий жителю Баку Касум беку та його спадкоємцям в користування. Касум бек був обраний до числа трьох чиновників для управління бакинськими справами.
У 1809 році в будівлі караван-сараю розташовувалася Бакинська портова і прикордонна митниці.
Згідно з Постановою Кабінету Міністрів Азербайджанської Республіки від 2 серпня 2001 року двоповерховий караван-сарай був зареєстрований як національний пам'ятник архітектури .

## Архітектурні особливості
Двоповерховий караван-сарай є одним з найбільш добре збережених караван-сараїв Баку.
Зовні двоповерховий караван-сарай більше нагадує оборонну споруду, проте конструктивно це типовий заїжджий двір на торговому шляху з внутрішнім двором. Караван-сарай має два входи, розташованих один навпроти одного. Кожен з них оформлений виступаючими порталами на всю висоту будівлі, які підкресляються глибокими арочними нішами.
План будівлі — прямокутний з восьмикутним замкнутим двором. У центрі двору розташований, традиційний для архітектури бакинських караван-сараїв, колодязь. Перший поверх складається з центрального відкритого двору, по периметру якого розташовано 20 приміщень, на другому поверсі — 22. Планування приміщень першого і другого поверхів схожі. Всі кімнати другого поверху мають вихід до загального балкону-коридору.

## Галерея

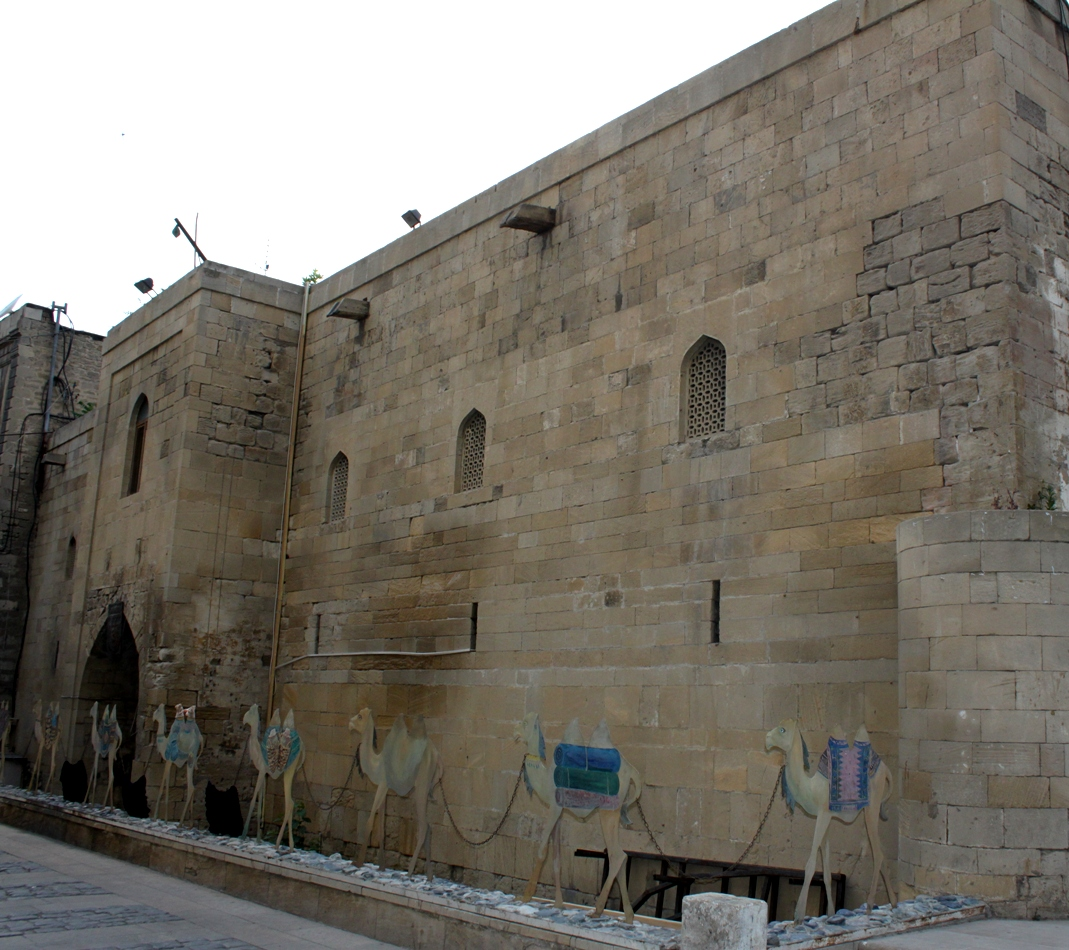
Зовнішній фасад караван-сараю
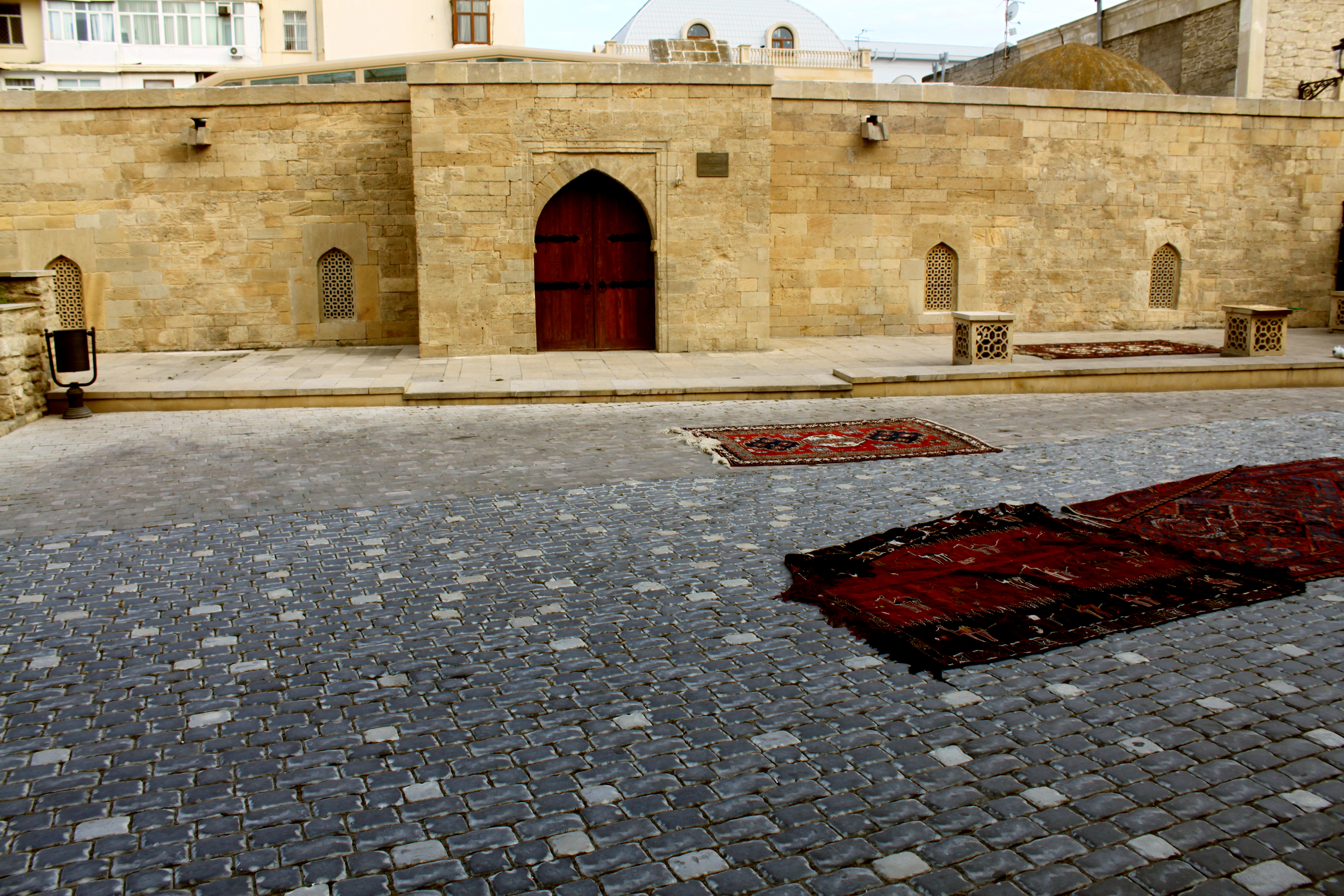
Зовнішній фасад караван-сараю
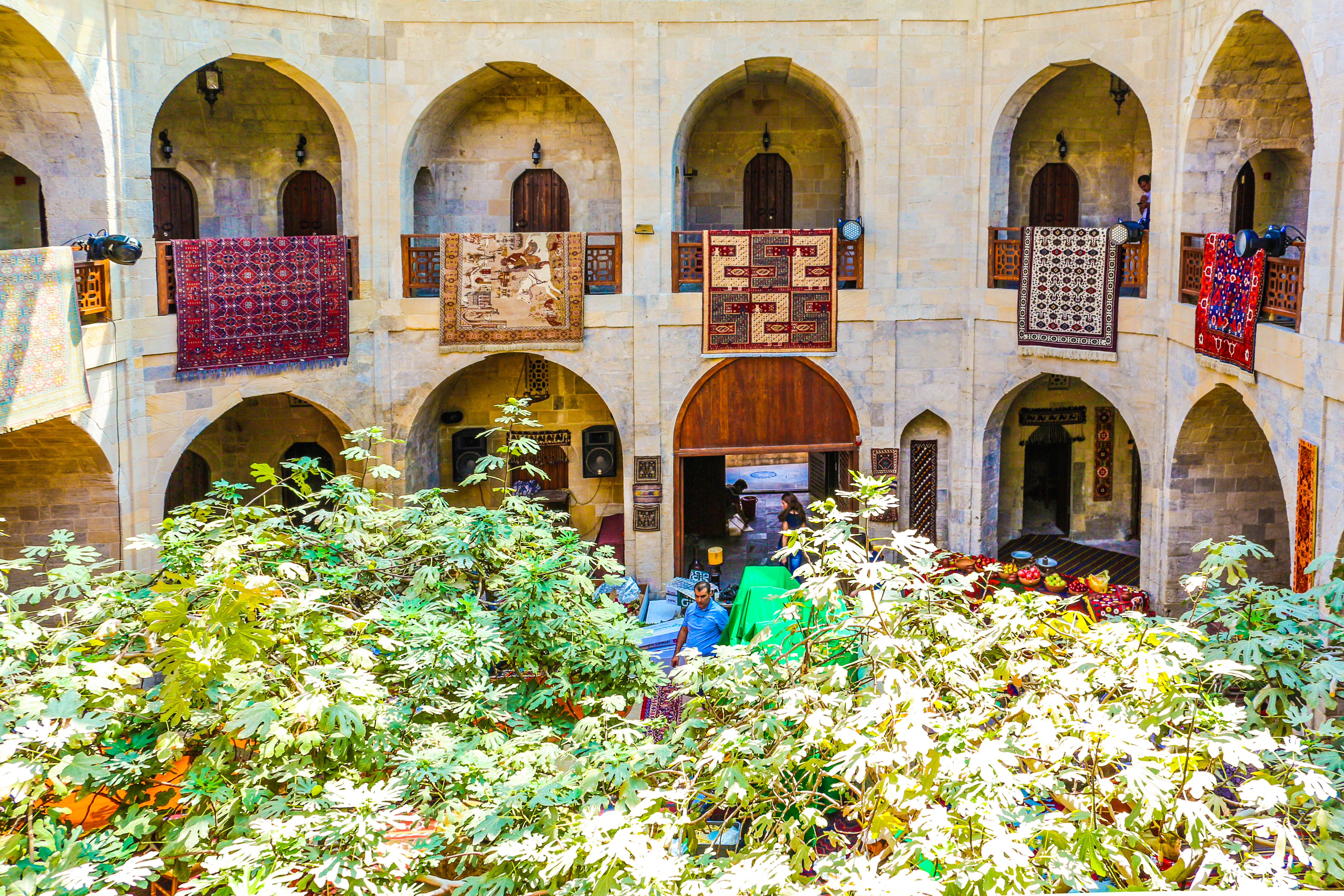
Внутрішній двір караван-сараю